# Premi Magritte 2025
La cerimonia di premiazione della 14ª edizione dei Premi Magritte si è tenuta il 22 febbraio 2025 al Centro culturale Flagey di Ixelles, presentata da Charline Vanhoenacker

## Vincitori e candidati
Vengono di seguito indicati in grassetto i vincitori. Ove ricorrente e disponibile, viene indicato il titolo in lingua italiana e quello in lingua originale tra parentesi.

### Miglior film
- La nuit se traîne, regia di Michiel Blanchart
  - Amal (Amal - Un esprit libre), regia di Jawad Rhalib
  - Il pleut dans la maison, regia di Paloma Sermon-Daï
  - Quitter la nuit, regia di Delphine Girard
  - Ritrovarsi a Tokyo (Une part manquante), regia di Guillaume Senez

### Miglior regista
- Michiel Blanchart – La nuit se traîne
  - Delphine Girard – Quitter la nuit
  - Jawad Rhalib – Amal (Amal - Un esprit libre)
  - Paloma Sermon-Daï – Il pleut dans la maison

### Miglior film straniero in coproduzione
- Il dono più prezioso (La Plus Précieuse des marchandises), regia di Michel Hazanavicius
  - Animale, regia di Emma Benestan
  - Io capitano, regia di Matteo Garrone
  - Sauvages, regia di Claude Barras

### Migliore sceneggiatura originale o adattamento
- Michiel Blanchart – La nuit se traîne
  - Delphine Girard – Quitter la nuit
  - Jawad Rhalib, David Lambert e Chloé Léonil – Amal (Amal - Un esprit libre)
  - Xavier Seron – Chiennes de vies

### Miglior attore
- Arieh Worthalter – Chiennes de vies
  - Bouli Lanners – Une affaire de principe
  - Benoît Poelvoorde – L'Art d'être heureux
  - Jean-Jacques Rausin – Chiennes de vies

### Migliore attrice
- Lubna Azabal – Amal (Amal - Un esprit libre)
  - Selma Alaoui – Quitter la nuit
  - Veerle Baetens – Quitter la nuit
  - Émilie Dequenne – TKT

### Miglior attore non protagonista
- Jonas Bloquet – La nuit se traîne
  - Thomas Mustin – La nuit se traîne
  - Benoît Poelvoorde – L'amore che non muore (L'Amour ouf)
  - Fabrizio Rongione – Amal (Amal - Un esprit libre)

### Migliore attrice non protagonista
- Louise Manteau – Il pleut dans la maison
  - Catherine Salée – Amal (Amal - Un esprit libre)
  - Claire Bodson – Julie ha un segreto (Julie zwijgt)

### Migliore promessa maschile
- Makenzy Lombet – Il pleut dans la maison
  - Lou Goossens – Young Hearts
  - Amine Hamidou – Amal (Amal - Un esprit libre)
  - Mehdy Khachachi – Amal (Amal - Un esprit libre)

### Migliore promessa femminile
- Purdey Lombet – Il pleut dans la maison
  - Kenza Benboutcha – Amal (Amal - Un esprit libre)
  - Mara Taquin – Chiennes de vies
  - Tessa Van den Broeck – Julie ha un segreto (Julie zwijgt)

### Miglior fotografia
- Sylvestre Vannoorenberghe – La nuit se traîne
  - Frédéric Noirhomme – Il pleut dans la maison
  - Juliette Van Dormael – Quitter la nuit

### Miglior sonoro
- David Vranken, David Gillain, Joey Van Impe, Thibaud Rie, Fabrice Grizard, Antoine Wattier e Vincent Gregorio – La nuit se traîne
  - Marie Paulus, Valérie Le Docte e Philippe Charbonnel – Chiennes de vies
  - Nicolas Paturle, Virginie Messiaen, Franco Piscopo e Olivier Thys – Ritrovarsi a Tokyo (Une part manquante)

### Migliore scenografia
- Catherine Cosme – La nuit se traîne
  - Ève Martin – Quitter la nuit
  - Ladys Oliviera Silva – Il pleut dans la maison

### Migliori costumi
- Isabel Van Renterghem – La nuit se traîne
  - Élise Abraham e Manon Golembieski – Chiennes de vies
  - Julie Lebrun – Ritrovarsi a Tokyo (Une part manquante)

### Migliore colonna sonora
- Frédéric Vercheval – Green Border (Zielona granica) 
  - Charles De Ville e Nelly Tungang – Sauvages
  - Casimir Liberski – L'Art d'être heureux

### Miglior montaggio
- Matthieu Jamet-Louis – La nuit se traîne
  - Julie Brenta – Ritrovarsi a Tokyo (Une part manquante)
  - Damien Keyeux – Quitter la nuit

### Miglior cortometraggio cinematografico
- Eldorado, regia di Mathieu Volpe
  - Assoiffé, regia di Lisa Sallustio
  - Baisse les yeux, regia di Marie Chauderlot
  - Un invincible été, regia di Arnaud Dufeys

### Miglior cortometraggio di animazione
- En mille pétales, regia di Louise Bongartz
  - Les Oiseaux, regia di Christel Hortz
  - Muscle masqué dans: ferraille pagaille, regia di Nicolas Gemoets
  - Tête en l'air, regia di Rémi Durin

### Miglior documentario
- Les Vivant·es, regia di Inès Rabadán
  - Crushed, regia di Camille Vigny
  - Irréprochables, regia di Flore Mercier, Sophie Breyer e Angèle Bardoux
  - Les Rengaines, regia di Pablo Guarise

### Miglior opera prima
- La nuit se traîne, regia di Michiel Blanchart
  - Il pleut dans la maison, regia di Paloma Sermon-Daï
  - Quitter la nuit, regia di Delphine Girard
  - Ritrovarsi a Tokyo (Une part manquante), regia di Guillaume Senez

### Premio onorario
- Gilles Lellouche